# 詹姆斯·瓦特金斯
詹姆斯·托馬斯·瓦特金斯（James Thomas Watkins，1973年5月20日—）是一名英国编剧和导演。最知名作品是2012年的恐怖片《顫慄黑影》 。
他参与编剧《誰在網路偷窺》和 Gone，编剧并执导了 Eden Lake，这部让他获得了2008年英国独立电影奖Douglas Hickox Award的提名。

## 电影作品

### 导演
- 獵人遊戲/Eden Lake（2008）
- 顫慄黑影/The Woman in Black（2012）
- 巴士底日/Bastille Day（2016）
- 黑鏡/Black Mirror（2016，電視劇：〈Shut Up and Dance〉）
- 黑道無國界/McMafia（2018，電視劇；兼創作者）
- 機密檔案/McMafia（2022，電視劇）
- 邪惡勿語/Speak No Evil（2024）

### 编剧
- 誰在網路偷窺/My Little Eye（2004）
- Gone（2007）
- 伊甸湖/Eden Lake（2008）
- 深入絕地2/The Descent Part 2（2009）